# Lembit Ulfsak
Lembit Ulfsak   (Koeru, 4 de juliol de 1947 - Tallinn, 22 de març de 2017) va ser un actor de cinema i teatre estonià. Ulfsak va protagonitzar la pel·lícula Tangerines del 2014, que va ser nominada a la millor pel·lícula en llengua estrangera als 87è Premis de l'Acadèmia. També va estar entre les cinc pel·lícules nominades a la 72a edició dels Globus d'Or a la millor pel·lícula en llengua estrangera. Ulfsak va morir el 22 de març de 2017, a l'edat de 69 anys.

## Biografia
Lembit Ulfsa va néixer el 4 de juliol de 1947 al poble de Koeru. Va completar els seus estudis primaris a l'escola Räpina. El 1966 es va graduar a la 7a escola de Tallinn i el 1970 va completar els seus estudis d'interpretació al Conservatori de Tallinn, on va estudiar sota la direcció de Voldemar Panso.
Va treballar al Teatre Juvenil Estonià de 1969 a 1978, de 1978 a 1985 al Teatre Viktor Kingissepp (actualment Teatre Dramàtic Estonià), de 1985 a 1994 a l'estudi de cinema Tallinnfilm, i des de 1994 fins a la seva mort novament al Teatre Dramàtic Estonià.
Va interpretar principalment a estonians al cinema i la televisió russa, i els seus papers més coneguts són Artur Neumann a la sèrie de televisió Isaiev de Sergei Ursuliak i Doctor Teppe a Konets prekrasnoi epokhi de Stanislav Govorukhin.
El 2013, va participar a la pel·lícula Mandariinid del director georgià Zaza Uruxadze en el paper del vell Ivo. El 2015, la pel·lícula va ser nominada als Premi Oscar i als Premis Globus d'Or a la categoria de Millor pel·lícula en llengua estrangera.
Es va casar amb la gerent d'una companyia d'assegurances, amb qui va tenir dues filles: la periodista Maria Ulfsak-Šeripova (nascuda el 1981) i Johanna, graduada a l'Acadèmia d'Arts d'Estònia. El fill de Lembit Ulfsak del seu primer matrimoni és Juhan Ulfsak (nascut el 1973), actor i director del Teatre Tallinn Von Kral.
Va morir de càncer el 22 de març de 2017, als 69 anys, i està enterrat al cementiri de Metsakalmistu a Tallinn.

## Obres

### Com a actor

#### Cinema
| Any  | Títol                                                       | Personatge                                      | Llengua            | Notes                   |
| ---- | ----------------------------------------------------------- | ----------------------------------------------- | ------------------ | ----------------------- |
| 1969 | Povest o txekiste                                           | Vladimir Muller                                 | rus                | [ 12 ]                  |
| 1971 | Don Juan Tallinnas                                          | Florestino                                      | estonià            | [ 12 ]                  |
| 1971 | Tuulevaikus                                                 | Tuisu Taavi                                     |                    |                         |
| 1972 | Tuuline rand                                                | Sander                                          |                    |                         |
| 1972 | Väike reekviem suupillile                                   | Jaan                                            |                    |                         |
| 1973 | Ukuaru                                                      | Aksel                                           |                    | [ 12 ]                  |
| 1976 | Legenda o Tile                                              | Till Eulenspiegel                               | rus                |                         |
| 1976 | Minu naine sai vanaemaks                                    | Gendre del mestre                               | estonià            |                         |
| 1977 | Karikakramäng: Promenaad                                    | Hans-Eerik                                      |                    | [ 13 ]                  |
| 1978 | Smert pod parusom                                           | William Garnet                                  | rus                | Veu: Aleksei Inzhevatov |
| 1978 | Marxal revoliutsii                                          | Jeronimas Uborevičius                           | rus                |                         |
| 1978 | Naine kütab sauna                                           | el metge                                        | estonià            |                         |
| 1979 | Inspektor Gull                                              | Eric Birling                                    | rus                |                         |
| 1980 | Kakie naxi gody!                                            | Nazar Nazarov                                   |                    |                         |
| 1980 | Ot Buga do Visly                                            | Podkova                                         |                    |                         |
| 1980 | Bumerang                                                    | Nick Adams                                      | curtmetratge       |                         |
| 1981 | Karge meri                                                  | Toomas Andla                                    | estonià            |                         |
| 1981 | Teaduse ohver                                               | Bruno                                           | estonià            |                         |
| 1981 | Ja – Khortitsa                                              | Militars nazis vestits de civil                 | rus                |                         |
| 1981 | Jaroslav Mudry                                              | Eimund                                          |                    | [ 12 ]                  |
| 1982 | Arabella, mereröövli tütar                                  | Ruuge                                           | estonià            |                         |
| 1982 | Dvoiniki                                                    | Segon conductor                                 | rus                |                         |
| 1982 | Pust on vystupit                                            | Howard Knox                                     |                    |                         |
| 1983 | Taina «Txornykh drozdov»                                    | Gerald Wright                                   |                    |                         |
| 1984 | Akademia pana Kleksa                                        | Hans Christian Andersen                         | polonès            | Veu: Ryszard Dembiński  |
| 1984 | Mily, dorogoi, liubimy, jedinstvenny...                     | Alemany                                         |                    |                         |
| 1985 | Kontrakt veka                                               | Paul, assistent de Smith                        |                    |                         |
| 1985 | Telefon                                                     | Kornei Txukovski                                |                    | curtmetratge            |
| 1986 | Okhota i drac                                               | El periodista Allan McGee                       |                    |                         |
| 1986 | Keskea rõõmud                                               | Hubert Raud                                     | estonià            |                         |
| 1987 | Beloie prokliatie                                           | Maksim Uvarov                                   | rus                | Veu: Juri Beliaiev      |
| 1987 | Poka jest vremia                                            | Adamek                                          |                    |                         |
| 1987 | Apstākļu sakritība                                          | Nikolajs Jansons                                | letó               |                         |
| 1988 | Sižeta pagrieziens                                          | Vents                                           | letó               |                         |
| 1988 | Ma pole turist, ma elan siin                                | Felix Kramvolt                                  | estonià            |                         |
| 1990 | Iskuxenie B.                                                | L'escriptor Felix Snegiriov                     | rus                |                         |
| 1990 | See kadunud tee                                             | Prits                                           | estonià            |                         |
| 1990 | Regina                                                      | Tiit                                            |                    |                         |
| 1990 | Ainult hulludele ehk halastajaõde / Tolko dlia sumasxedxikh | Andrés, el marit de la Rita                     | estonià, rus       |                         |
| 1991 | Idea genial                                                 | Aleksandr                                       | rus                |                         |
| 1991 | God khoroxego rebionka                                      | El pare de la Rozalinda                         |                    |                         |
| 1991 | Zhazhda strasti                                             | El pare                                         |                    |                         |
| 1991 | Liubov – smertelnaia igra                                   | Igor el fotògraf                                |                    |                         |
| 1991 | Siwa legenda                                                | Roman                                           | polonès            |                         |
| 1992 | Lammas all paremas nurgas                                   | El pare d'en Harri                              | estonià            |                         |
| 1992 | Vremia vaxei zhizni                                         |                                                 | rus                |                         |
| 1992 | Daam autos                                                  | Gidaria                                         | estonià            |                         |
| 1992 | Łza księcia ciemności                                       | Agent de policia Ilmar Vint                     | polonès            |                         |
| 1992 | Tsena golovy                                                | Joseph Heurtin                                  | rus                |                         |
| 1992 | Tule tagasi, Lumumba                                        | Edgar                                           | estonià            |                         |
| 1993 | Candles in the Dark                                         | Senyor Omeltxenko                               | anglès             |                         |
| 1994 | Tulivesi                                                    | Tui                                             | estonià            | [ 14 ]                  |
| 1995 | Letters from the East                                       | Ilves l'apicultor                               | anglès             |                         |
| 1998 | Isa                                                         | Pare                                            | estonià            | Curtmetratge            |
| 2001 | Karu süda                                                   | Siimon                                          |                    |                         |
| 2001 | Head käed                                                   | Adolf                                           |                    |                         |
| 2005 | Daleko ot Sanset-bulvara                                    | El director de fotografia Berg                  | rus                |                         |
| 2005 | Roovlirahnu Martin                                          | Ruudi                                           | estonià            |                         |
| 2005 | Deus ex machina                                             |                                                 | curtmetratge       |                         |
| 2006 | Vedma                                                       | Xerif                                           | rus                |                         |
| 2007 | Medvezhia okhota                                            | El funcionari                                   |                    |                         |
| 2007 | Jan Uuspõld läheb Tartusse                                  | ell mateix                                      | estonià            |                         |
| 2008 | Mina olin siin                                              | El pare de Ras                                  |                    |                         |
| 2008 | Vladyka Andrei                                              | Francesc Josep I d'Àustria                      | rus                |                         |
| 2010 | Punane elavhõbe                                             | Tibla                                           | estonià            |                         |
| 2011 | Rotilõks                                                    | Metge                                           |                    |                         |
| 2012 | Üksik saar                                                  | el professor                                    |                    |                         |
| 2013 | Mandarines (Mandariinid)                                    | Ivo                                             | estonià, rus       | [ 15 ]                  |
| 2013 | Väikelinna detektiivid ja valge daami saladus               | El rellotger Herman Krookus                     | estonià            |                         |
| 2015 | Konets prekrasnoi epokhi                                    | Teppe, el metge principal de la casa de la mare | rus                |                         |
| 2015 | Vehkleja                                                    | L'avi de Jaan                                   | estonià, rus       |                         |
| 2017 | Ikitie                                                      | Novikov                                         | finès, anglès, rus |                         |

#### Teatre
- 1966: Varastatud sibulad[12]
- 1994: Härra Punttila ja tema sulane Matti[16]
- 2010: Kirsiaed[12]
- 2015: Tagasitulek isa gere[17]
- 2016: Lõputu kafhavjoomine[18]

#### Televisió
| Any       | Títol                                | Personatge                                          | Llengua | Notes                                         |
| --------- | ------------------------------------ | --------------------------------------------------- | ------- | --------------------------------------------- |
| 1977-1978 | Mõmmi ja aabits                      | Rebase-Rein                                         | estonià | Sèrie de televisió per a nens                 |
| 1982      | Assol                                | Longren                                             | rus     | Telefilm                                      |
| 1982-1983 | Tema majesteet Komödiant             |                                                     | estonià |                                               |
| 1983      | Meri Poppins, do svidania            | Robert Robertson                                    | rus     | Veu: Aleksandr Abdulov, cançons: Pavel Smeian |
| 1984      | TASS upolnomotxen zaiavit...         | El periodista Ulrich Schleyer                       | rus     | Sèrie de televisió curta                      |
| 1985      | V poiskakh kapitana Granta           | Jacques Paganel                                     | rus     | Veu: Aleksei Zolotnitski                      |
| 1985      | Sofia Kovalevskaia                   | Loeffler                                            | rus     |                                               |
| 1987      | Piter Pen                            | George Darling                                      | rus     | cançons: Igor Jefremov                        |
| 1987      | Doktor Stockmann                     | Tomas Stockmann                                     | estonià | [ 20 ]                                        |
| 1989      | Vigased pruudid                      | Enn                                                 | estonià | [ 21 ]                                        |
| 1993-1995 | Salmonid                             | L'advocat Aaron Gronstain                           | estonià |                                               |
| 1993-2017 | Õnne 13                              | Uku Palm                                            | estonià | [ 22 ]                                        |
| 1995-1997 | V.E.R.I.                             | Georg Ray Ph.D.                                     | estonià |                                               |
| 1999      | D. D. D. Dosie detektiva Dubrovskogo | L'escriptor nord-americà Steve McDonald             | rus     |                                               |
| 2000      | Bliustiteli poroka                   | Wilson                                              | rus     |                                               |
| 2003      | Cobra                                | Gunnar Raudsepp                                     | anglès  |                                               |
| 2003      | Jantarnyie krylia                    | Robert                                              | rus     | Telefilm                                      |
| 2005      | Uboinaia sila                        | Martin                                              | rus     | a la 6a temporada                             |
| 2009      | Isaiev                               | Artur Neumann, Cap de la policia política d'Estònia | rus     |                                               |
| 2012      | Vtoroie vosstanie Spartaka           | Aristid Tamm                                        | rus     |                                               |
| 2014      | Väikelinna detektiivid               | El rellotger Herman Krookus                         | estonià |                                               |
| 2016      | Gastroliory                          | Ecologista                                          | rus     |                                               |

#### Radio Teatre
| Any              | Títol            | Personatge  |
| ---------------- | ---------------- | ----------- |
| 1979             | A Kolm Musketäri | D'Artagnan  |
| 1985             | Dimoni           | El Narrador |
| 2001, 2002, 2016 | Naxitrallid      | Kingpool    |

### Com a director de cinema
- 1982: Teisikud (amb Leo Karpin)
- 1986: Keskea horjud
- 1992: Lammas all paremas nurgas[5]

### Com a guionista
- 1992: Lammas all paremas nurgas[5]

## Premis i reconeixements
- 1989: Artista de bon mèrit de la República Socialista Soviètica d'Estònia
- 2003: Medalla d'Honor de la Unió d'Actors d'Estònia[23]
- 2006: Orde de l'Estrella Blanca, IV classe
- 2007: Premi de l'Associació de Teatre d'Estònia (en la categoria de millor actor masculí)
- 2012: Premi Century of Estonian Cinema Award[24]
- 2013: Premi de la Fundació Cultural d'Estònia (en la categoria de millor actor)
- 2014: Premi Festival Internacional de Cinema d'Eurasia (en la categoria de millor actor masculí)
- 2015: Premi Internacional de l'Estrella Bàltica[25]
- 2017: Orde de l'Estrella Blanca, III classe
- 2017: Premi a l'Excel·lència Cultural de la República d'Estònia